# Canottaggio ai Giochi della XX Olimpiade - Otto maschile
La competizione dell'otto maschile dei Giochi della XX Olimpiade si è svolta nei giorni dal 27 agosto al 2 settembre 1972 presso il Regattastrecke Oberschleißheim di Oberschleißheim.

## Programma
| Data              | Round        | Note                                               |
| ----------------- | ------------ | -------------------------------------------------- |
| 27 agosto 1972    | 3 Batterie   | I primi tre in semifinale. I restanti ai recuperi. |
| 29 agosto 1972    | 1 Recupero   | I primi tre in semifinale.                         |
| 30 agosto 1972    | 2 Semifinali | I primi tre in Finale A. I restanti in finale B.   |
| 1º settembre 1972 | Finale B     |                                                    |
| 2 settembre 1972  | Finale A     |                                                    |

## Risultati

### Batterie
| Pos. | Nazione        | Atleti | Tempo   | Nota |
| ---- | -------------- | --- | ------- | ---- |
| 1    | Stati Uniti    | Lawrence Terry, Franklin Hobbs, Pete Raymond Tim Mickelson, Gene Clapp, Bill Hobbs Cleve Livingston, Mike Livingston, Tim. Paul Hoffman                                       | 6'06"01 | Q    |
| 2    | Germania Ovest | Reinhard Wendemuth, Frithjof Henckel, Norbert Kindlmann Wolfgang Hottenrott, Hans-Ulrich Buchholz, Günter Petersmann Bernd Truschinski, Winfried Ringwald, Tim. Manfred Klein | 6'10"28 | Q    |
| 3    | Austria        | Martin Hinterleitner, Norbert Hlobil, Kurt Sandhäugl Peter Preiß, Manfred Ruthner, Peter Bredl Karl Sinzinger, Sr., Franz Nitsche, Tim. Peter Wetzstein                       | 6'20"60 | Q    |
| 4    | Italia         | Renzo Bulgarello, Gianfranco Grasselli, Francesco Pigozzo Giuliano Galiazzo, Giuseppe Noal, Maurizio Danielli Serafino Carminati, Giuliano Rossi, Tim. Mariano Gottifredi     | 6'21"80 |      |
| 5    | Francia        | Jean-Luc Correia, Bernard Bruand, Jean-Jacques Mulot Philippe Cabut, Jean Perrot, Jacques Filippini Yves Oger, Gérard Boyer, Tim. Yves Rebelle                                | 6'32"47 |      |

| Pos. | Nazione       | Atleti | Tempo   | Nota |
| ---- | ------------- | --- | ------- | ---- |
| 1    | Nuova Zelanda | Tony Hurt, Wybo Veldman, Richard Joyce John Hunter, Lew Wilson, Joe Earl Trevor Coker, Gary Robertson, Tim. Simon Dickie                                           | 6'06"19 | Q    |
| 2    | Ungheria      | Zoltán Melis, András Pályi, Antal Gelley Béla Zsitnik, Jr., László Romvári, Péter Kokas Imre Dávid, Ágoston Bányai, Tim. Róbert Örlschléger                        | 6'17"51 | Q    |
| 3    | Argentina     | Juan Carlos Estol, Ignacio Ruiz, Guillermo Segurado Héctor Biassini, Ricardo José Rodríguez, Alfredo Martín Oscar de Dios, Hugo Aberastegui, Tim. Raúl Mazerati    | 6'20"31 | Q    |
| 4    | Polonia       | Jerzy Ulczyński, Marian Siejkowski, Krzysztof Marek Jan Młodzikowski, Grzegorz Stellak, Marian Drażdżewski Ryszard Giło, Sławomir Maciejowski, Tim. Ryszard Kubiak | 6'26"95 |      |
| 5    | Jugoslavia    | Josip Despot, Zdravko Gracin, Mladen Ninić Romano Bajlo, Zdravko Huljev, Stevo Macura Janez Grbelja, Josip Bajlo, Tim. Jadran Radovčić                             | 6'27"82 |      |

| Pos. | Nazione          | Atleti | Tempo   | Nota |
| ---- | ---------------- | --- | ------- | ---- |
| 1    | Unione Sovietica | Aleksandr Ryazankin, Viktor Dementyev, Sergey Kolyaskin Aleksandr Shitov, Valery Bisarnov, Boris Vorobyov Vladimir Savelov, Aleksandr Martyshkin, Tim. Viktor Mikheyev | 6'12"35 | Q    |
| 2    | Paesi Bassi      | Henk Rouwé, Jannes Munneke, Frank Mulder Jan van der Vliet, Herman Eggink, Hans Huisinga Bram Tuinzing, Pieter Offens, Tim. Rutger Stuffken                            | 6'13"03 | Q    |
| 3    | Germania Est     | Hans-Joachim Borzym, Jörg Landvoigt, Harold Dimke Manfred Schneider, Hartmut Schreiber, Manfred Schmorde Bernd Landvoigt, Heinrich Mederow, Tim. Dietmar Schwarz       | 6'14"06 | Q    |
| 4    | Australia        | John Clark, Michael Morgan, Bryan Curtin Richard Curtin, Robert Paver, Kerry Jelbart Gary Pearce, Malcolm Shaw, Tim. Alan Grover                                       | 6'14"75 |      |
| 5    | Cecoslovacchia   | Ladislav Lorenc, Zdeněk Zika, Pavel Konvička Zdeněk Kuba, Ladislav Heythum, Milan Suchopár Miroslav Vraštil, Oldřich Kruták, Tim. Jiří Pták                            | 6'17"70 |      |

### Recupero
| Pos. | Nazione        | Atleti | Tempo   | Nota |
| ---- | -------------- | --- | ------- | ---- |
| 1    | Australia      | John Clark, Michael Morgan, Bryan Curtin Richard Curtin, Robert Paver, Kerry Jelbart Gary Pearce, Malcolm Shaw, Tim. Alan Grover                                          | 6'09"65 | Q    |
| 2    | Cecoslovacchia | Ladislav Lorenc, Zdeněk Zika, Pavel Konvička Zdeněk Kuba, Ladislav Heythum, Milan Suchopár Miroslav Vraštil, Oldřich Kruták, Tim. Jiří Pták                               | 6'14"33 | Q    |
| 3    | Polonia        | Jerzy Ulczyński, Marian Siejkowski, Krzysztof Marek Jan Młodzikowski, Grzegorz Stellak, Marian Drażdżewski Ryszard Giło, Sławomir Maciejowski, Tim. Ryszard Kubiak        | 6'16"23 | Q    |
| 4    | Francia        | Jean-Luc Correia, Bernard Bruand, Jean-Jacques Mulot Philippe Cabut, Jean Perrot, Jacques Filippini Yves Oger, Gérard Boyer, Tim. Yves Rebelle                            | 6'19"58 |      |
| 5    | Italia         | Renzo Bulgarello, Gianfranco Grasselli, Francesco Pigozzo Giuliano Galiazzo, Giuseppe Noal, Maurizio Danielli Serafino Carminati, Giuliano Rossi, Tim. Mariano Gottifredi | 6'20"21 |      |
| 6    | Jugoslavia     | Josip Despot, Zdravko Gracin, Mladen Ninić Romano Bajlo, Zdravko Huljev, Stevo Macura Janez Grbelja, Josip Bajlo, Tim. Jadran Radovčić                                    | 6'25"94 |      |

### Semifinali
| Pos. | Nazione          | Atleti | Tempo   | Nota |
| ---- | ---------------- | --- | ------- | ---- |
| 1    | Germania Est     | Hans-Joachim Borzym, Jörg Landvoigt, Harold Dimke Manfred Schneider, Hartmut Schreiber, Manfred Schmorde Bernd Landvoigt, Heinrich Mederow, Tim. Dietmar Schwarz       | 6'22"47 | Q    |
| 2    | Unione Sovietica | Aleksandr Ryazankin, Viktor Dementyev, Sergey Kolyaskin Aleksandr Shitov, Valery Bisarnov, Boris Vorobyov Vladimir Savelov, Aleksandr Martyshkin, Tim. Viktor Mikheyev | 6'24"80 | Q    |
| 3    | Stati Uniti      | Lawrence Terry, Franklin Hobbs, Pete Raymond Tim Mickelson, Gene Clapp, Bill Hobbs Cleve Livingston, Mike Livingston, Tim. Paul Hoffman                                | 6'27"53 | Q    |
| 4    | Ungheria         | Zoltán Melis, András Pályi, Antal Gelley Béla Zsitnik, Jr., László Romvári, Péter Kokas Imre Dávid, Ágoston Bányai, Tim. Róbert Örlschléger                            | 6'32"25 |      |
| 5    | Cecoslovacchia   | Ladislav Lorenc, Zdeněk Zika, Pavel Konvička Zdeněk Kuba, Ladislav Heythum, Milan Suchopár Miroslav Vraštil, Oldřich Kruták, Tim. Jiří Pták                            | 6'38"70 |      |
| 6    | Austria          | Martin Hinterleitner, Norbert Hlobil, Kurt Sandhäugl Peter Preiß, Manfred Ruthner, Peter Bredl Karl Sinzinger, Sr., Franz Nitsche, Tim. Peter Wetzstein                | 7'05"51 |      |

| Pos. | Nazione        | Atleti | Tempo   | Nota |
| ---- | -------------- | --- | ------- | ---- |
| 1    | Germania Ovest | Reinhard Wendemuth, Frithjof Henckel, Norbert Kindlmann Wolfgang Hottenrott, Hans-Ulrich Buchholz, Günter Petersmann Bernd Truschinski, Winfried Ringwald, Tim. Manfred Klein | 6'27"44 | Q    |
| 2    | Nuova Zelanda  | Tony Hurt, Wybo Veldman, Richard Joyce John Hunter, Lew Wilson, Joe Earl Trevor Coker, Gary Robertson, Tim. Simon Dickie                                                      | 6'28"40 | Q    |
| 3    | Polonia        | Jerzy Ulczyński, Marian Siejkowski, Krzysztof Marek Jan Młodzikowski, Grzegorz Stellak, Marian Drażdżewski Ryszard Giło, Sławomir Maciejowski, Tim. Ryszard Kubiak            | 6'31"10 | Q    |
| 4    | Paesi Bassi    | Henk Rouwé, Jannes Munneke, Frank Mulder Jan van der Vliet, Herman Eggink, Hans Huisinga Bram Tuinzing, Pieter Offens, Tim. Rutger Stuffken                                   | 6'31"70 |      |
| 5    | Australia      | John Clark, Michael Morgan, Bryan Curtin Richard Curtin, Robert Paver, Kerry Jelbart Gary Pearce, Malcolm Shaw, Tim. Alan Grover                                              | 6'34"82 |      |
| 6    | Argentina      | Juan Carlos Estol, Ignacio Ruiz, Guillermo Segurado Héctor Biassini, Ricardo José Rodríguez, Alfredo Martín Oscar de Dios, Hugo Aberastegui, Tim. Raúl Mazerati               | 6'47"72 |      |

### Finale B
| Pos. | Nazione        | Atleti | Tempo   | Nota |
| ---- | -------------- | --- | ------- | ---- |
| 7    | Ungheria       | Zoltán Melis, András Pályi, Antal Gelley Béla Zsitnik, Jr., László Romvári, Péter Kokas Imre Dávid, Ágoston Bányai, Tim. Róbert Örlschléger                     | 6'22"13 |      |
| 8    | Australia      | John Clark, Michael Morgan, Bryan Curtin Richard Curtin, Robert Paver, Kerry Jelbart Gary Pearce, Malcolm Shaw, Tim. Alan Grover                                | 6'22"45 |      |
| 9    | Paesi Bassi    | Henk Rouwé, Jannes Munneke, Frank Mulder Jan van der Vliet, Herman Eggink, Hans Huisinga Bram Tuinzing, Pieter Offens, Tim. Rutger Stuffken                     | 6'23"55 |      |
| 10   | Cecoslovacchia | Ladislav Lorenc, Zdeněk Zika, Pavel Konvička Zdeněk Kuba, Ladislav Heythum, Milan Suchopár Miroslav Vraštil, Oldřich Kruták, Tim. Jiří Pták                     | 6'24"64 |      |
| 11   | Argentina      | Juan Carlos Estol, Ignacio Ruiz, Guillermo Segurado Héctor Biassini, Ricardo José Rodríguez, Alfredo Martín Oscar de Dios, Hugo Aberastegui, Tim. Raúl Mazerati | 6'26"03 |      |
| 12   | Austria        | Martin Hinterleitner, Norbert Hlobil, Kurt Sandhäugl Peter Preiß, Manfred Ruthner, Peter Bredl Karl Sinzinger, Sr., Franz Nitsche, Tim. Peter Wetzstein         | 6'27"86 |      |

### Finale A
| Pos.    | Nazione          | Atleti | Tempo   | Nota |
| ------- | ---------------- | --- | ------- | ---- |
| Oro     | Nuova Zelanda    | Tony Hurt, Wybo Veldman, Richard Joyce John Hunter, Lew Wilson, Joe Earl Trevor Coker, Gary Robertson, Tim. Simon Dickie                                                      | 6'08"94 |      |
| Argento | Stati Uniti      | Lawrence Terry, Franklin Hobbs, Pete Raymond Tim Mickelson, Gene Clapp, Bill Hobbs Cleve Livingston, Mike Livingston, Tim. Paul Hoffman                                       | 6'11"61 |      |
| Bronzo  | Germania Est     | Hans-Joachim Borzym, Jörg Landvoigt, Harold Dimke Manfred Schneider, Hartmut Schreiber, Manfred Schmorde Bernd Landvoigt, Heinrich Mederow, Tim. Dietmar Schwarz              | 6'11"67 |      |
| 4       | Unione Sovietica | Aleksandr Ryazankin, Viktor Dementyev, Sergey Kolyaskin Aleksandr Shitov, Valery Bisarnov, Boris Vorobyov Vladimir Savelov, Aleksandr Martyshkin, Tim. Viktor Mikheyev        | 6'14"48 |      |
| 5       | Germania Ovest   | Reinhard Wendemuth, Frithjof Henckel, Norbert Kindlmann Wolfgang Hottenrott, Hans-Ulrich Buchholz, Günter Petersmann Bernd Truschinski, Winfried Ringwald, Tim. Manfred Klein | 6'14"91 |      |
| 6       | Polonia          | Jerzy Ulczyński, Marian Siejkowski, Krzysztof Marek Jan Młodzikowski, Grzegorz Stellak, Marian Drażdżewski Ryszard Giło, Sławomir Maciejowski, Tim. Ryszard Kubiak            | 6'29"35 |      |